# کشتی مین‌جمع‌کن کلاس آجتنت
کشتی مین‌جمع‌کن کلاس آجتنت (به انگلیسی: Adjutant-class minesweeper) یک کلاس از کشتی است که طول آن ۱۴۴ فوت (۴۴ متر) می‌باشد.